# Бій до смерті
Бій до смерті (англ. Death Match) — американський бойовик.

## Сюжет
Джон Ларсон — чемпіон з кікбоксингу. Він приїжджає в маленьке містечко, щоб знайти свого приятеля, Ніка Волласа, який став брати участь в підпільних боях і потім зник. Ларсону вдається вийти на слід організатора боїв — Пола Лендіса, у якого є свій непереможний боєць — здоровань Марк Венік. Намагаючись дізнатися що ж сталося з Ніком, Джон сам стає бійцем. Однак, Венік підозрює що Джон не той за кого себе видає — аж надто він добре б'ється.

## У ролях
- Йен Джеклін — Джон Ларсон
- Мартін Коув — Пол Лендіс
- Маттіас Хьюз — Марк Венік
- Рене Гріффін — Даніель Річардсон
- Стівен Вінсент Лі — містер Хан
- Боб Віатт — Великий Чоловік
- Ніколас Хілл — Нік Воллес
- Річард Лінч — Джиммі Фрателло
- Хорхе Ріверо — Вінні Фрателло
- Бенні Уркідез — грае самого себе
- Мішель Красну — Томмі
- Ерік Лі — швейцар
- Карлос Паломіно — Док Форман
- Тоні Халме — охоронець Хана 1
- Ден Догерті — охоронець Лендіса
- Джо Кук — охоронець Лендіса
- Тоні Резелла — охоронець Джиммі 1
- Маркус Ауреліус — охоронець Вінні
- Брік Бронскі — охоронець Вінні
- Брендон Пендер — охоронець Вінні
- Ліза Хасселхерст — газета ресепшн
- Майкл Мортео — моряк
- Біджи Баркетт — Френсіс МакКенна
- Ентоні Ісгро — жорсткий хлопець 1
- Крейг Брей — жорсткий хлопець 2
- Ненсі Чейз — чиновник поліції
- Майкл Меєр — доктор
- Мері Спазіано — масажистка Лендіса
- Шила Редгейт — масажистка Веніка
- Джулі Робертс — дівчина-бармен
- Ліза Лондон — подруга Великого Чоловіка
- Дік Несті (в титрах: Peter «Sugarfoot» London) — боєць 1 (перший бій)
- Ед О'Ніл — боєць 2 (перший бій)
- Абе Ернандез — рефері (перший бій)
- Лелагі Тогісала (в титрах: Butchie) — противник Ніка (перший бій)
- Стіві Лі Річардсон — Гонг (перший бій)
- Джейк — рефері (другий бій)
- Діно Хомсі — противник Веніка (другий бій)
- Рокі Сафарді — перший противник Ларсона (другий бій)
- Ренделл Широ Айдейші — другий противник Ларсона (другий бій)
- Джим Евінкулар — боєць з ціпком (другий бій)
- Гектор Пена — боєць з ціпком (другий бій)
- Дебра Мічелі — студентка боєць (другий бій)
- Джемі Красну — студентка боєць (другий бій)
- Нік Кога — боєць 1 (третій бій)
- Алан Траммелл — боєць 2 (третій бій)
- Піт Андерсон — боєць
- Том Бласвік — боєць
- Том Батлер — боєць
- Маркус Кохрен — боєць
- Рон Геддіс — боєць
- Келлі Хірано — боєць
- Кертіс Хонда — боєць
- Кріс С. Кога — боєць
- Пітер Лара — боєць
- Зак Лі — боєць
- Марк Леслі — боєць
- Денні Лопез — боєць
- Гео Медіна — боєць
- Хавьер Медіна — боєць
- Мей Мей Мора — боєць
- Джоі Нгуєн — боєць
- Лонг Нгуєн — боєць
- Сем Парк — боєць
- Гебріел Родрігез — боєць
- Роджер Йуан — боєць